# Otto Pérez Molina
Pour les articles homonymes, voir Pérez et Molina.
Otto Pérez Molina, né le 1er décembre 1950 à Guatemala, est un militaire et homme d'État guatémaltèque, président de la République du 14 janvier 2012 au 2 septembre 2015.
Général pendant le conflit armé guatémaltèque, il est accusé de crimes de guerre et d'assassinats, notamment contre les populations indigènes.
Fondateur du Parti patriote (PP) en 2001, il perd le second tour de l'élection présidentielle de 2007 face au social-démocrate Álvaro Colom. Quatre ans plus tard, il l'emporte contre Manuel Baldizón.
Il démissionne quatre mois avant la fin de sa présidence après des manifestations massives, à la suite d'un scandale de corruption, l'affaire La Linea, mis à jour par la Commission internationale contre l’impunité au Guatemala (Cicig). Il est incarcéré au lendemain de son départ du pouvoir, alors que le vice-président Alejandro Maldonado Aguirre lui succède.
En 2022, il est condamné à seize ans de prison dans l'affaire La Linea : selon l’enquête, quelque 3,5 millions de dollars de pots-de-vin ont été versés tandis que le montant détourné par le biais de la fraude fiscale a atteint près de 10 millions de dollars entre 2013 à 2015. Il est ensuite condamné à huit ans de prison, en 2023, dans le cadre d'une autre affaire de corruption. Il est libéré sous condition en janvier 2024.

## Carrière militaire

### Formation
Otto Pérez Molina suit l'enseignement militaire de l'École polytechnique guatémaltèque et de l'École militaire des Amériques à partir de 1966. Sa formation comprend également le cursus d'études de défense continentale du Collège interaméricain de défense de Fort McNair à Washington, D.C., le programme de haute gestion de l'INCAE, école de commerce d'Harvard au Costa Rica et une maîtrise de sciences politiques de l'université Francisco-Marroquin du Guatemala.
D'après les archives National Security Agency (NSA), il serait, à partir de sa formation militaire à l'École polytechnique, membre d'une organisation accusée d’activités criminelles de contrebande et de différents trafics. Plusieurs autres officiers servant à ses côtés, dont certains le suivront dans sa carrière politique, auraient aussi été membres de l'organisation.

### Activités
Il participe aux campagnes militaires menées, en 1982, dans la zone de l’Ixils, l’une des plus touchées par la répression et où de nombreux villages sont rasés par l'armée. Il est le directeur du G-2, le service guatémaltèque de Renseignement militaire. En 1983, il est membre du groupe d'officiers qui soutient le coup d'État d'Óscar Mejía, ministre de la Défense, contre le dictateur Efraín Ríos Montt.
En 1993, il joue un rôle dans la sortie forcée du président Jorge Serrano Elías après la tentative d'auto-coup d'État de ce dernier. Il devient peu après chef de l'état-major du nouveau président guatémaltèque, Ramiro de León Carpio, et le demeure jusqu'en 1995. En 1996, pendant la présidence d'Álvaro Arzú Irigoyen, Otto Pérez Molina représente l'armée guatémaltèque lors de la signature des accords de paix.
Il prend sa retraite militaire en janvier 2000.

### Plaintes
Le 5 juillet 2011, trois militants des États-Unis et l'organisation indigène Waqib Kej présentent à Juan Méndez, le rapporteur spécial des Nations unies contre la torture, une « lettre d'allégation ». Dans celle-ci, ils affirment que Pérez a été impliqué dans la pratique systématique de la torture et les actes de génocide pendant le conflit interne du Guatemala entre 1960 et 1996,,.
Les militants précisent que les crimes auraient été commis en 1982, alors que Pérez était responsable de casernes militaires dans le triangle Ixil, dans la province Quiché, une des plus affectées pendant la guerre civile. De plus, ils soulignent que Pérez pourrait avoir été responsable de la torture et de la disparition du guérillero Efraín Bamaca, le mari de Harbury, une des militantes.
Le journaliste Francisco Goldman l'accuse par ailleurs d’être impliqué dans l'assassinat de l’évêque Juan Gerardi.

## Parcours politique
Le 24 février 2001, Otto Pérez Molina fonde le Parti patriote, qui, lors des élections de 2003, rejoint la Grande Alliance nationale, ce qui lui permet d'être élu député au Congrès.

### Candidature infructueuse de 2007
En septembre 2007, Otto Pérez Molina participe aux élections comme candidat à la présidence de la République avec le Parti patriote. Selon des documents ultérieurement divulgués par Wikileaks, il reçoit pour sa campagne des financements des grandes familles de l'oligarchie nationale. Il obtient 23,51 % des suffrages et se place en seconde position derrière Álvaro Colom Caballeros qui atteint 28,23 %. Au second tour, Álvaro Colom l'emporte avec 52 % des voix.

### Élection présidentielle de 2011
Otto Pérez Molina est candidat à l'élection présidentielle de 2011, soutenu à nouveau par le Parti patriote. Sa colistière est Roxana Baldetti. Selon le site El Observador, il fait figure de « candidat préféré de l’oligarchie ».
Le 11 septembre 2011, il arrive en tête du premier tour avec 36,01 % des voix, devançant Manuel Baldizon, également issu de la droite, qui obtient 23,20 % des voix. Le 6 novembre, il remporte le second tour avec 53,76 % des suffrages exprimés contre 46,24 % pour son rival Manuel Baldizon.

### Président de la République

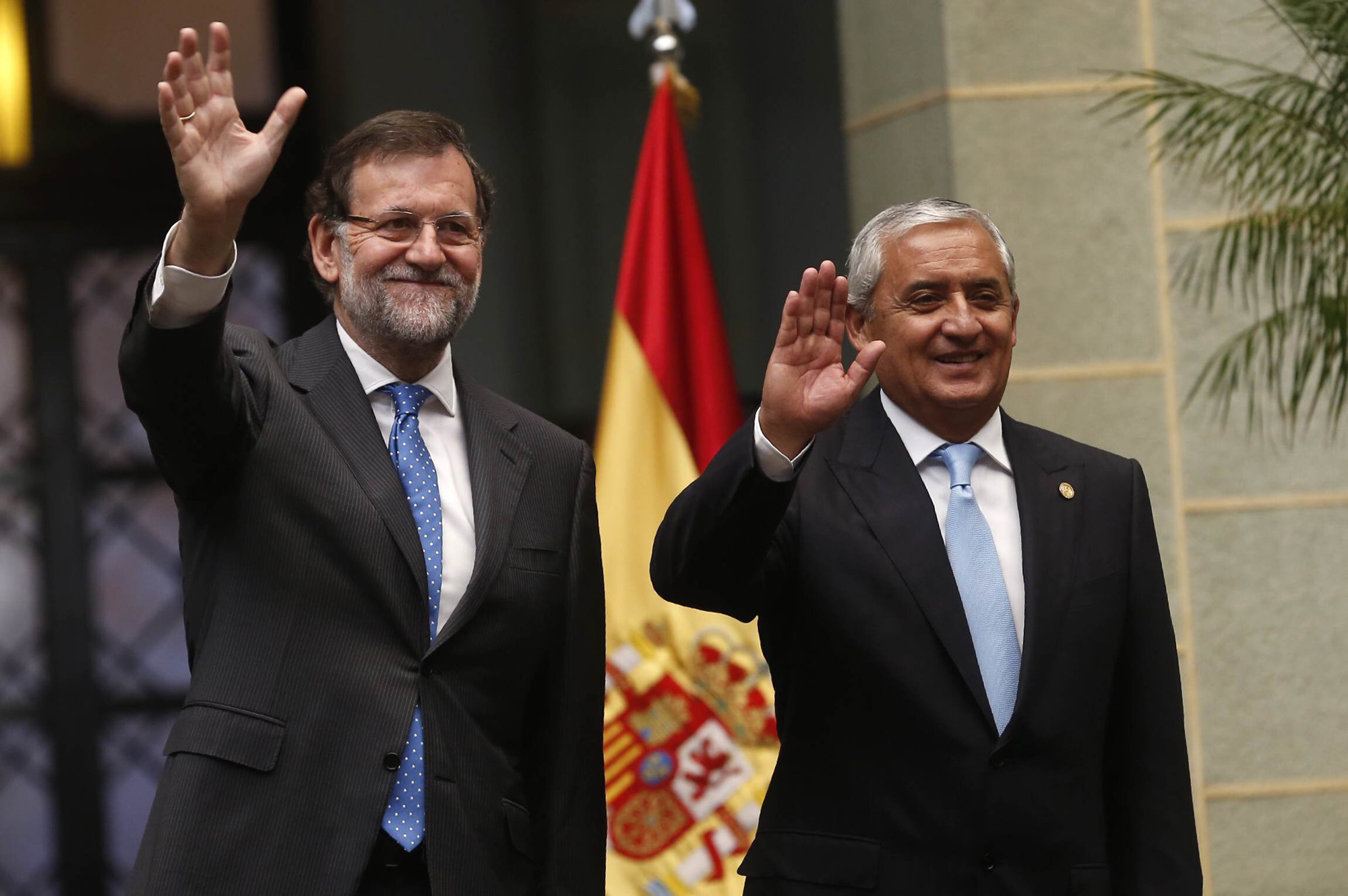
Otto Pérez Molina et le président du gouvernement d'Espagne Mariano Rajoy, en 2015.

Otto Pérez Molina entre en fonction le 14 janvier 2012. Le 7 avril suivant, dans le quotidien britannique The Guardian, il lance un appel à la dépénalisation et à la régulation du marché des drogues actuellement illicites, à l'image de ce qui se fait déjà pour l'alcool et le tabac. La réflexion internationale qu'il appelle de ses vœux serait motivée par l'échec des politiques actuelles de répression, qui ont pour conséquence en particulier la violence observée en Amérique centrale,.
Son mandat est marqué par le procès pour génocide de l'ancien président Efraín Ríos Montt, auprès duquel il a servi dans l'armée au cours de la guerre civile.

#### Accusations de corruption et démission
La dernière année de son mandat est aussi celle de la mise à jour d'un vaste réseau de fraude sur les revenus douaniers, connue sous le nom d'affaire La Línea. Otto Pérez Molina est accusé d'être à la tête de ce réseau de corruption, avec sa vice-présidente Roxana Baldetti, disposant de ramifications dans les hautes sphères de l'appareil d’État. Mis en cause par le ministère public et la Commission internationale contre l'impunité au Guatemala (CICIG), organisme de l'ONU, il est le premier président guatémaltèque à voir son immunité parlementaire levée le 2 septembre 2015. Alors que le parquet comptait demander la fin de ses fonctions, le président annonce sa démission dans la nuit suivante, quatre mois avant la fin de son mandat, en janvier 2016.

## Après la présidence de la République

### Placement en détention provisoire
Otto Pérez Molina est placé en détention provisoire dès le lendemain de sa démission, le 3 septembre 2015, dans l'attente de son éventuel procès,. Les poursuites pénales sont lancées le 8 septembre : il est accusé d'association de malfaiteurs, de fraude douanière et de corruption passive et est maintenu en détention préventive.
Plusieurs de ses ministres sont aussi en prison pour différentes affaires de corruption. L'ex-vice-présidente Roxana Baldetti est en prison pour sa participation au réseau La Linea, mais est aussi accusée de trafic de drogue. L'ex-ministre de l'Intérieur Mauricio Lopez est lui aussi accusé de trafic de drogue et devrait faire l'objet d'une demande d'extradition des États-Unis, tout en étant actuellement détenu au Guatemala pour détournement de fonds. Le vice-ministre de l'Intérieur et le directeur général de la police ont été arrêtés pour des ventes frauduleuses de véhicules blindés qui leur ont rapporté quatre millions de dollars.
Le réseau d'entreprises finançant le Parti patriote a accaparé 450 marchés publics et a déterminé les priorités de plusieurs grandes administrations (tels les ministères des Communications, des Infrastructures et du Logement). Il a ainsi pu mettre en place les programmes et échéances financières qui permettaient d'optimiser la distribution d'argent public aux entreprises qui lui étaient associées.
Une nouvelle enquête est ouverte en 2016 : « Nous en avons déduit qu'il ne s'agissait plus tant d'un gouvernement dont les membres commettaient des actes isolés de corruption que d'une structure criminelle mafieuse qui avait acquis le contrôle de l’État par la voie des urnes (...) et dont les principaux dirigeants étaient Otto Pérez Molina et Roxana Baldetti », annonce la CICIG.

### Condamnations
En décembre 2022, il est condamné à seize ans d'emprisonnement. Selon l’enquête, quelque 3,5 millions de dollars de pots-de-vin ont été versés tandis que le montant détourné par le biais de la fraude fiscale a atteint près de dix millions de dollars entre 2013 à 2015.
En septembre 2023, il est condamné à huit ans de prison pour son rôle dans une autre opération de corruption.
Il est libéré en janvier 2024 après avoir payé une caution de 1,2 million de dollars.